# Кан (притока Котового)
Кан — річка в Україні, у межах Дашівської громади Гайсинського району Вінницької області. Права притока Котового (басейн Південного Бугу). Тече через село Кантелина. Впадає у Котовий за 2 км від гирла. Довжина — 5 км., площа басейну - 11,8 км². споруджено кілька ставків.